# Miniatura (juegos)

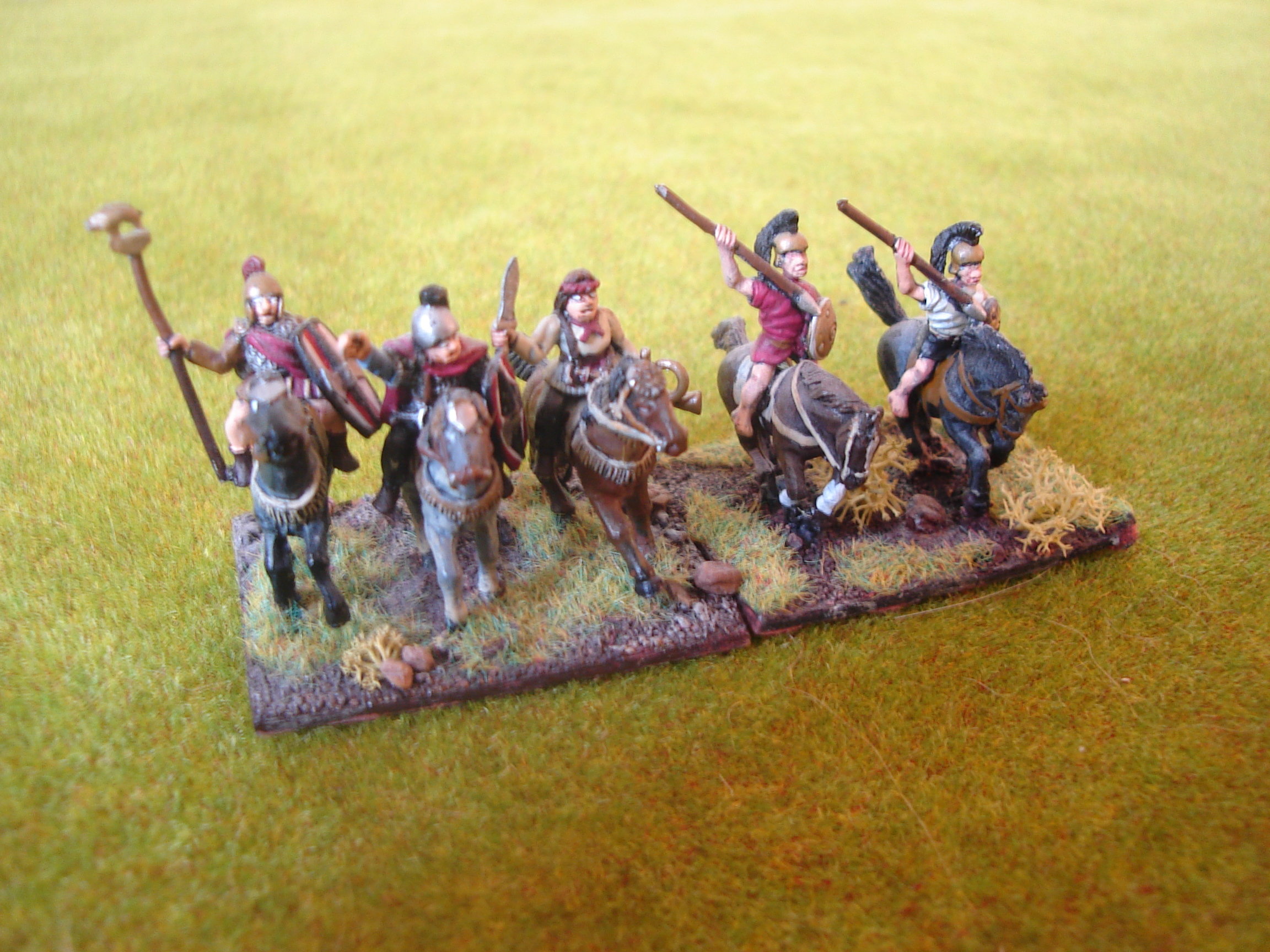
De Bellis Antiquitatis: Celtíberos. A la izquierda C-in-C (unidad de general en caballería) y a la derecha 2LH (unidad de caballería ligera) en 15 mm sobre bases de 40 x 30 mm.

En juegos de guerra, de miniaturas, de mazmorras o de rol una figura o miniatura es un elemento de juego destinado a ser usado sobre un tablero o sobre una maqueta o diorama, aunque en el caso de los juegos de rol, en los que casi nunca se usa tablero, las figuras se suelen adquirir y pintar por simple hobby, o por coleccionismo.

## Uso de miniaturas en juegos
En juegos de mazmorras
Las figuras o miniaturas usadas en juegos de mazmorras (como HeroQuest o Descent) representan, en general, a un único personaje que avanza sobre un tablero que a su vez representa las galerías subterráneas de una mazmorra imaginaria, ocupada en general por criaturas y monstruos maléficos.
En juegos de guerra y de miniaturas
En juegos de guerra y de miniaturas (como BattleTech, juego de guerra, o Warhammer Fantasy Battle, juego de miniaturas) se las puede usar para representar a un único personaje, pero también puede que cada modelo represente unidades de tropa constituidas de varios combatientes, como batallones o regimientos, todo dependerá de la escala del conflicto.